# Bromus fasciculatus
Bromus fasciculatus es una especie herbácea y anual perteneciente a la familia de las gramíneas (Poaceae).

## Descripción
Tiene tallos que alcanzan un tamaño de 2-7 cm de altura, erectos o geniculados. Hojas con vaina tomentosa de pelos largos y blandos; lígula de 0,5 mm, fimbriado-dentada; limbo de 30-50 x 2 mm, plano, tomentoso, generalmente sobrepasando a la inflorescencia. Panícula densa, con pocas espiguillas; nudos inferiores con 1-2 ramas; ramas con 1 espiguilla, muy curtas, mucho más cortas que la espiguilla. Espiguillas de 20-25 mm, subsentadas, glabras, con 5-9 flores. Glumas desiguales, agudas, con margen membranoso muy estrecho y nervios poco marcados. Pálea casi tan larga como la lema, linear, ciliada. Androceo con 2 estambres; anteras de 0,4-0,5 mm. Tiene un número de cromosomas de 2n = 14. Florece y fructifica en febrero.

## Distribución y hábitat
Se encuentra en los prados húmedos. Especie muy rara se distribuye en los países costeros de la Región mediterránea, principalmente del Este.

## Taxonomía
Bromus fasciculatus fue descrita por Karel Presl y publicado en Cyperaceae et Gramineae Siculae 39. 1820.
Etimología
Bromus: nombre genérico que deriva del griego bromos = (avena), o de broma = (alimento).
fasciculatus: epíteto latino que significa "en paquetes".
Sinonimia
- Anisantha fasciculata (J.Presl) Nevski
- Anisantha fasciculata (C.Presl) Spalton
- Anisantha fasciculata subsp. delilei (Boiss.) H.Scholz & Valdés
- Anisantha flabellata (Boiss.) Holub
- Anisantha madritensis subsp. delilei (Boiss.) Bracchi, Banfi & Galasso
- Bromus fascicularis Ten.
- Bromus flabellatus Hack. ex Boiss.
- Bromus flavescens Tausch
- Bromus madritensis subsp. delilei (Boiss.) Maire & Weiller
- Bromus madritensis var. delilei Boiss.
- Bromus rubens Delile
- Bromus sterilis var. fasciculatus (C.Presl) Kuntze
- Bromus tenuiflorus Viv.
- Genea fasciculata (J.Presl) Dumort.
- Triniusa flavescens (Tausch.) Steud.[5][6]